# Lexicon technicum
Lexicon technicum, or an universal English Dictionary of Arts and Sciences fu sotto certi aspetti il primo lavoro enciclopedico in lingua inglese ordinato alfabeticamente, sebbene si debba considerare più propriamente un dizionario enciclopedico. Fu opera di un chierico londinese, John Harris. La prima edizione apparve nel 1704.

## Innovazione
La novità del Lexicon technicum è che l'autore si prefigge lo scopo di spiegare non soltanto i termini utilizzati nelle arti e nelle scienze, ma le arti e le scienze medesime.
L'enfasi di questo lavoro fu posta sulle scienze in un ambito più adatto ad un dizionario enciclopedico che ad una vera enciclopedia; lo stesso autore lo considerava un dizionario. Esso è anche uno dei primi dizionari tecnici in qualsiasi lingua. Il secondo volume della seconda edizione contiene l'unico lavoro di chimica che Isaac Newton abbia mai pubblicato.

## Pubblicazioni
Il primo volume fu pubblicato a Londra, nel 1704, in folio e conteneva 1220 pagine e 4 illustrazioni a piena pagina; molti diagrammi e figure apparivano nel testo. Come per molte delle prime enciclopedie inglesi, le pagine non erano numerate. Harris diede appena dei dettagli tecnici su storia, geografia e cronologia; in logica, metafisica, etica, grammatica e retorica spiegò appena i termini usati nei relativi ambiti. Molto più approfondito fu il lavoro in matematica e anatomia, in botanica e nel campo legale. In astronomia ammise di aver compiuto inesattezze a causa della mancata assistenza dell'astronomo John Flamsteed. Per descrivere in gran dettaglio le parti di una nave si recò personalmente a bordo per ispezionarle.
La seconda edizione, in due volumi, fu pubblicata tra il 1708 e il 1710. Il primo volume era una ristampa della precedente edizione, mentre il volume del 1710, di 1419 pagine più quattro illustrazioni a piena pagina, conteneva soprattutto tavole matematiche ed astronomiche, in quanto era inteso come una piccola biblioteca matematica. È presente anche il trattatello di Newton sugli acidi. Il volume contiene una lista di libri di riferimento e gli indici delle voci presenti in entrambi i volumi, che spaziano dalla legge (1700 voci) alla chirurgia, all'anatomia, alla geometria, allo stare in salute, alla botanica e alla musica. Le parti di matematica e fisica erano considerate ben fatte e contribuirono alla popolarità di questo dizionario, la cui quinta edizione risale al 1736.
Un supplemento, che non includeva alcun nuovo campo, apparve nel 1744 a Londra. Era inteso come risposta al lavoro di Ephraim Chambers, ma non fu ben ricevuto in quanto considerato una speculazione dei librai.